# Abadia de Vaux-de-Cernay

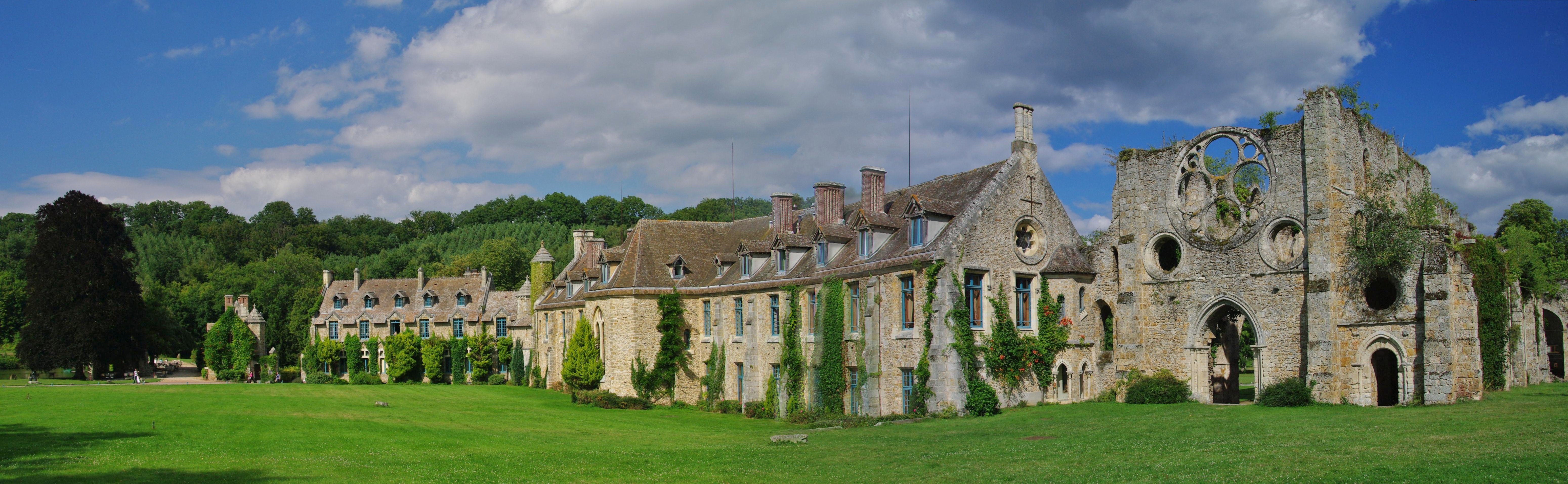
Convent Vaux de Cernay avui dia

Vaux de Cernay. Fou un convent cistercenc ubicat en una pintoresca vall del departament dels rius Sena i l'Oise (França), districte de Rambouillet, a 8 km. oest-sud-oest de Chevreuse, regat per un afluent dret de l'Yvette (conca del Sena per l'Orge) ubicat entre boscos que formaren part del gran bosc d'Yvelines.
Les ruïnes del convent, junt amb un magnífic edifici, ocupen el centre d'un vast domini en un dels llocs més cèlebres dels voltants de París. De l'abadia només en resten una porta fortificada, habitacions amb voltes d'una longitud considerable i una gran part de l'església, la façana de la qual és molt original. En el recinte de l'abadia i ha diversos brolladors, un d'ells d'aigües ferruginoses.
Un dels religiosos de Vaux-de-Cernay, anomenat Pere, que seguí a l'abat Arnald a la Croada dels albigesos, i deixà d'aquesta guerra una preciosa crònica.
Degué els seus principis al monjo Arnald, monjo de Savigny, al qual menà el seu abat Godfred amb altres religiosos a la vall Bric-Essart, lloc en el qual Simó de Bielfa els feu una magnífica donació el 1128. D'altres afirmen, i amb més raó, que fou el 1118.
Més tard, al cap d'uns anys, quan Valles-Sarnay Hug governava, fou rebuda en l'orde cistercenc, juntament amb Savigny, el 17 de setembre de 1147. Succeí en Hug, Andreu, que després fou bisbe d'Utrecht; Guy, que predicà la Croada el 1201, manifestà gran zel en favor de la conversió dels albigesos i més tard el feren bisbe de Carcassona; Pere, simple monjo que feu història de les lluites albigeses.
Va pertànyer a Vaux-de Cernay en Brol-Benoit. L'abadia fou reconstruïda vers l'any 1170.